# Juva
Juva este o comună din Finlanda. La 31 decembrie 2015, populația era de 6.548 locuitori.